# Rafael Lovato Jr.
Rafael Lovato Jr., född 25 juni 1983 i Cincinnati, Ohio är en amerikansk BJJ-utövare som tävlar i MMA och mellan 22 juni 2019 och 10 februari 2020 var organisationen Bellators mellanviktsmästare.

## Bakgrund
Lovato är född i Cincinnati, Ohio, men hans familj flyttade till Oklahoma City, Oklahoma när han var åtta. Som barn till en Jeet Kune Do-instruktör började han träna kampsport tidigt. Han tävlade i amatörboxning innan han upptäckte BJJ när han var 13.

## BJJ-karriär
Lovato är en BJJ-utövare på världsnivå, och han är den andre amerikanen någonsin som vunnit VM i BJJ som svartbälte (B.J. Penn var den förste).
Lovato fick sitt svartbälte under Carlos Machado, den äldste i Machadofamiljen (en erkänd grappler-familj, släkt med Gracie-familjen). Han har varit student under Xande och Saulo Ribeiro sedan han som 19-åring tävlade mot Saulo i finalen i 2003 års Arnold Classic.
Lovato har numera sin egen BJJ-skola i Oklahoma City: Lovato Jiu-jitsu Association.

## MMA-karriär

### Tidig karriär
Lovato debuterade i MMA-sammanhang i september 2017 på Legacy FC 35 mot Caanan Grigsby. Han vann den matchen via submission tidigt i den fjärde ronden. Han fortsatte tävla i Legacy FC, vann och försvarade deras mellanviktsbälte och arbetade upp ett perfekt facit om 4-0 innan han skrev på för Bellator.

### Bellator MMA
I mars 2017 debuterade Lovato för Bellator på Bellator 174 och vann en oerhört övertygande och imponerade seger via TKO efter bara 13 sekunder i den första ronden.
Den andra matchen under Bellatorflagg var mot Mike Rhodes 14 juli 2017 på Bellator 181. Lovato vann matchen via submission i den första ronden.
Lovato mötte Chris Honeycutt 1 december 2017 på Bellator 189
På Bellator 198 den 28 april 2018 mötte han Gerald Harris och vann matchen via submission i den första ronden.
21 september 2018 mötte Lovato Gerald Harris på Bellator 205 och vann via submission.
Lovato var tänkt att möta Gegard Mousasi i en titelmatch som huvudmatch, main event, på Bellator 214. Cirka en månad innan matchen drog sig Mousasi ur på grund av en ryggskada och Lovato ströks från kortet. Matchen bokades om till 22 juni 2019 på Bellator 223. Lovato vann matchen via majoritetsbeslut och blev därmed Bellator MMA:s världsmästare i mellanvikt.

#### Diagnos och titelfrånträde
Lovato diagnosticerades med cavernoma i januari 2020 och tvingades omvärdera sina prioriteringar. Han frånsade sig sedan bältet i februari 2020 för att kunna fokusera på att bli frisk.

## Tävlingsfacit
| Resultat | Facit | Motståndare      | Metod                    | Evenemang    | Datum             | Rond | Tid  | Plats                  | Notering                     |
| -------- | ----- | ---------------- | ------------------------ | ------------ | ----------------- | ---- | ---- | ---------------------- | ---------------------------- |
| Vinst    | 1-0   | Canaan Grigsby   | Submission (armtriangel) | Legacy FC 35 | 26 september 2014 | 1    | 4:07 | Tulsa, OK, USA         |                              |
| Vinst    | 2-0   | Kevin Holland    | Submission (rear-naked)  | Legacy FC 46 | 2 oktober 2015    | 1    | 1:24 | Allen, TX, USA         |                              |
| Vinst    | 3-0   | Marcelo Nunes    | TKO (slag)               | Legacy FC 54 | 22 april 2016     | 2    | 4:51 | Catoosa, OK, USA       | Vann mellanviktstiteln       |
| Vinst    | 4-0   | Cortez Coleman   | Submission (armbar)      | Legacy FC 62 | 11 november 2016  | 3    | 4:04 | Oklahoma City, OK, USA | Försvarade mellanviktstiteln |
| Vinst    | 5-0   | Charles Hackmann | TKO (knän och slag)      | Bellator 174 | 3 mars 2017       | 1    | 0:13 | Thackerville, OK, USA  |                              |
| Vinst    | 6-0   | Mike Rhodes      | Submission (rear-naked)  | Bellator 181 | 14 juli 2017      | 1    | 1:59 | Thackerville, OK, USA  |                              |
| Vinst    | 7-0   | Chris Honeycutt  | Domslut (enhälligt)      | Bellator 189 | 1 december 2017   | 3    | 5:00 | Thackerville, OK, USA  |                              |
| Vinst    | 8-0   | Gerald Harris    | Submission (armbar)      | Bellator 198 | 28 april 2018     | 1    | 1:11 | Rosemont, IL, USA      |                              |
| Vinst    | 9-0   | John Salter      | Submission (rear-naked)  | Bellator 205 | 21 september 2018 | 3    | 4:27 | Boise, ID, USA         |                              |
| Vinst    | 10-0  | Gegard Mousasi   | Domslut (majoritet)      | Bellator 223 | 22 juni 2019      | 5    | 5:00 | London, England        | Vann mellanviktstiteln       |